# Protohindusi
Protohindusi – nazwa odnosząca się do ludności mieszkającej w północnej części Indii i południowo-zachodniej części Pakistanu (głównie w prowincji Pendżab), przed podbojem tych terenów przez półkoczownicze plemiona Ariów. Głównymi ośrodkami kultury protohindusów były miasta: Harappa, Mohendżo-Daro, Czanhu-Daro, i Amri.